# 耶先泰河
43°25′08″N 77°00′08″E / 43.4189°N 77.0022°E

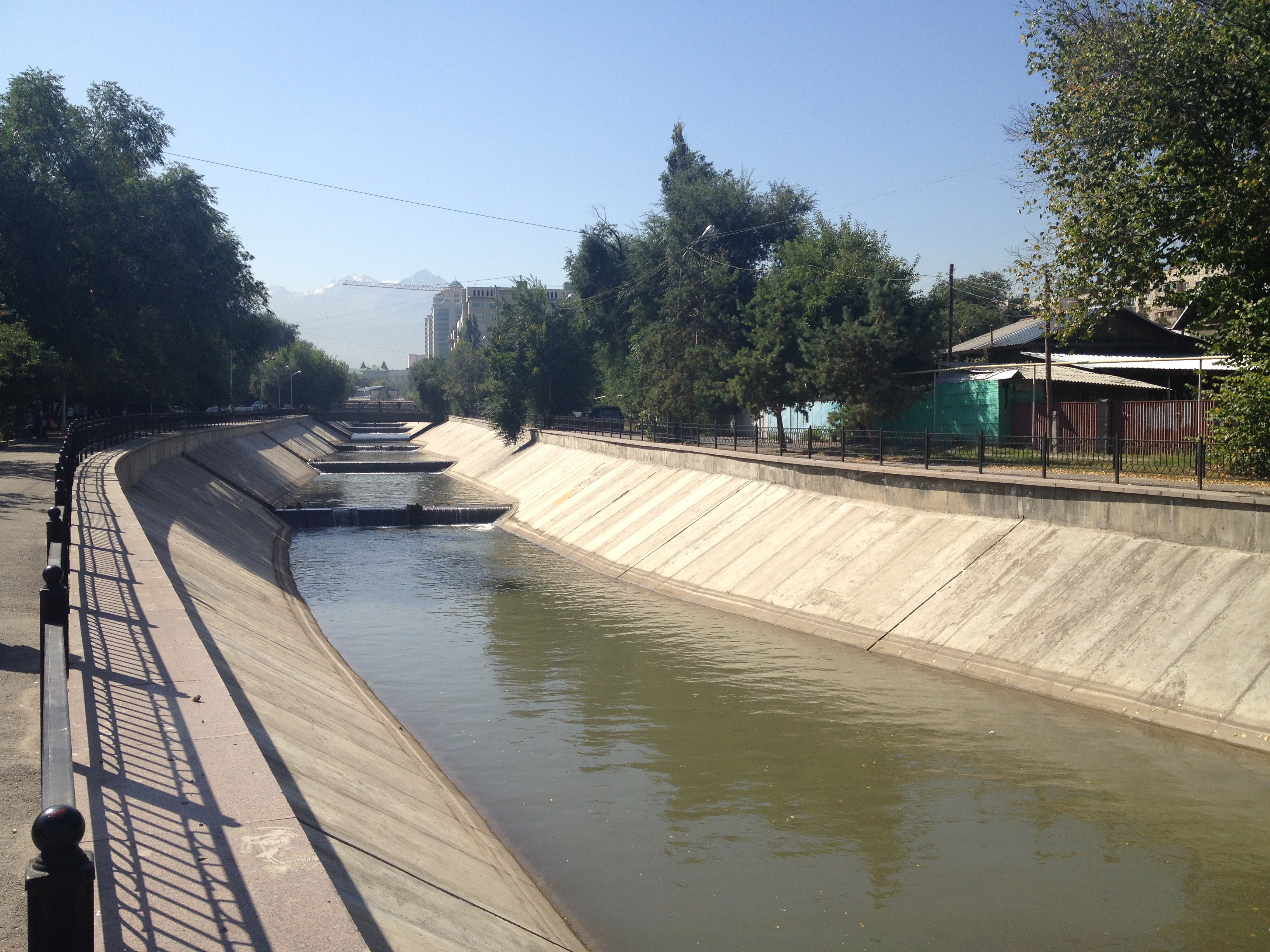

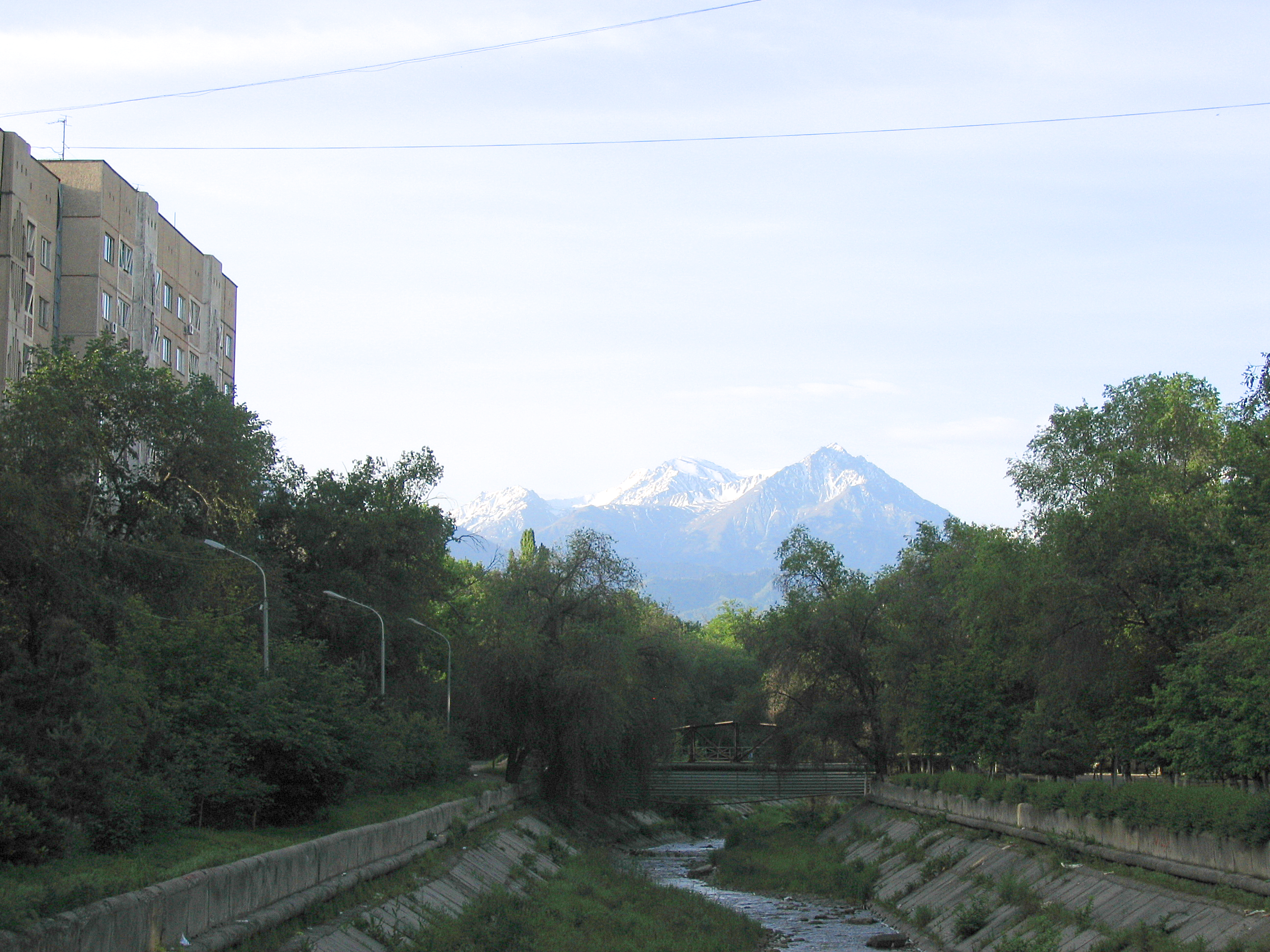

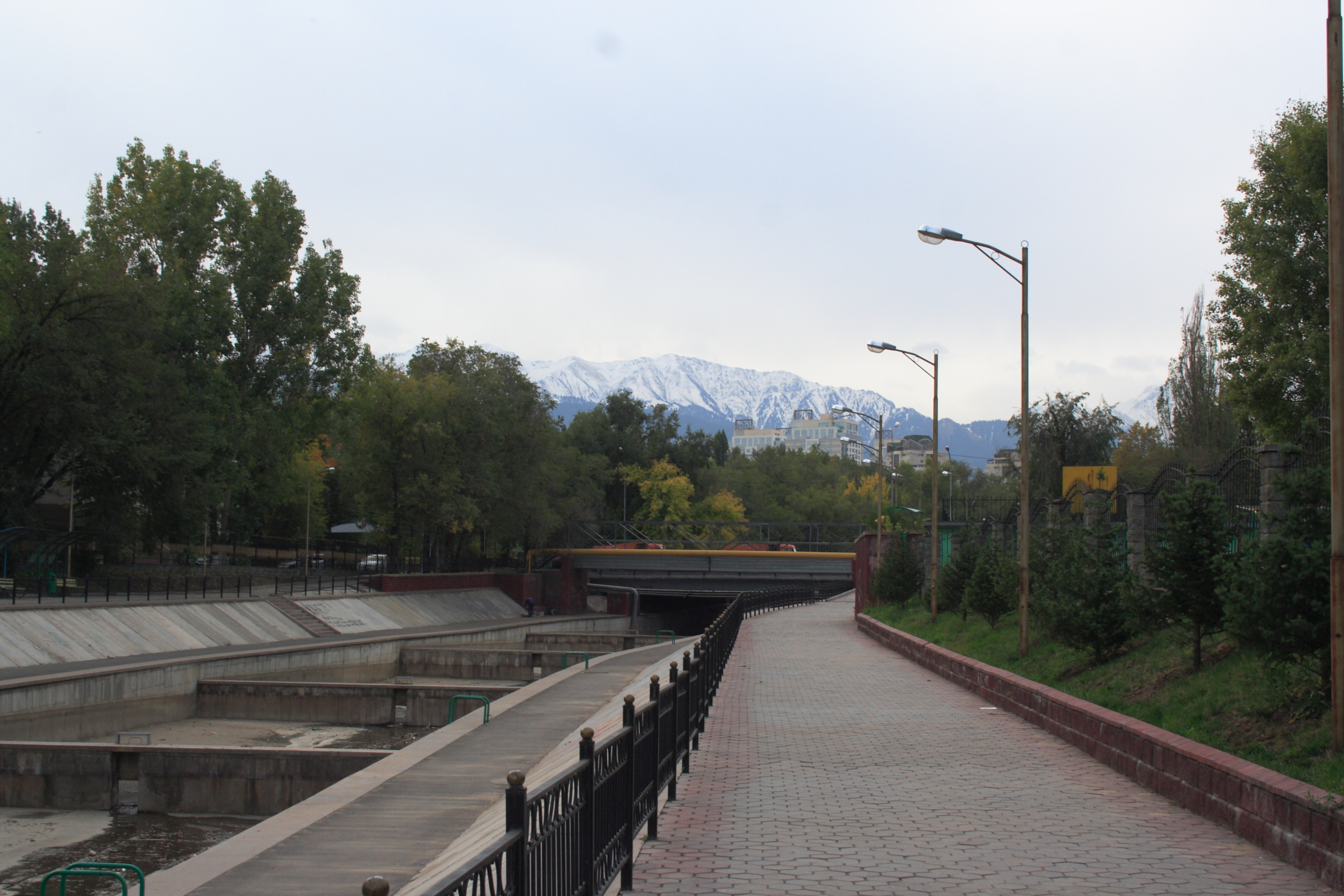

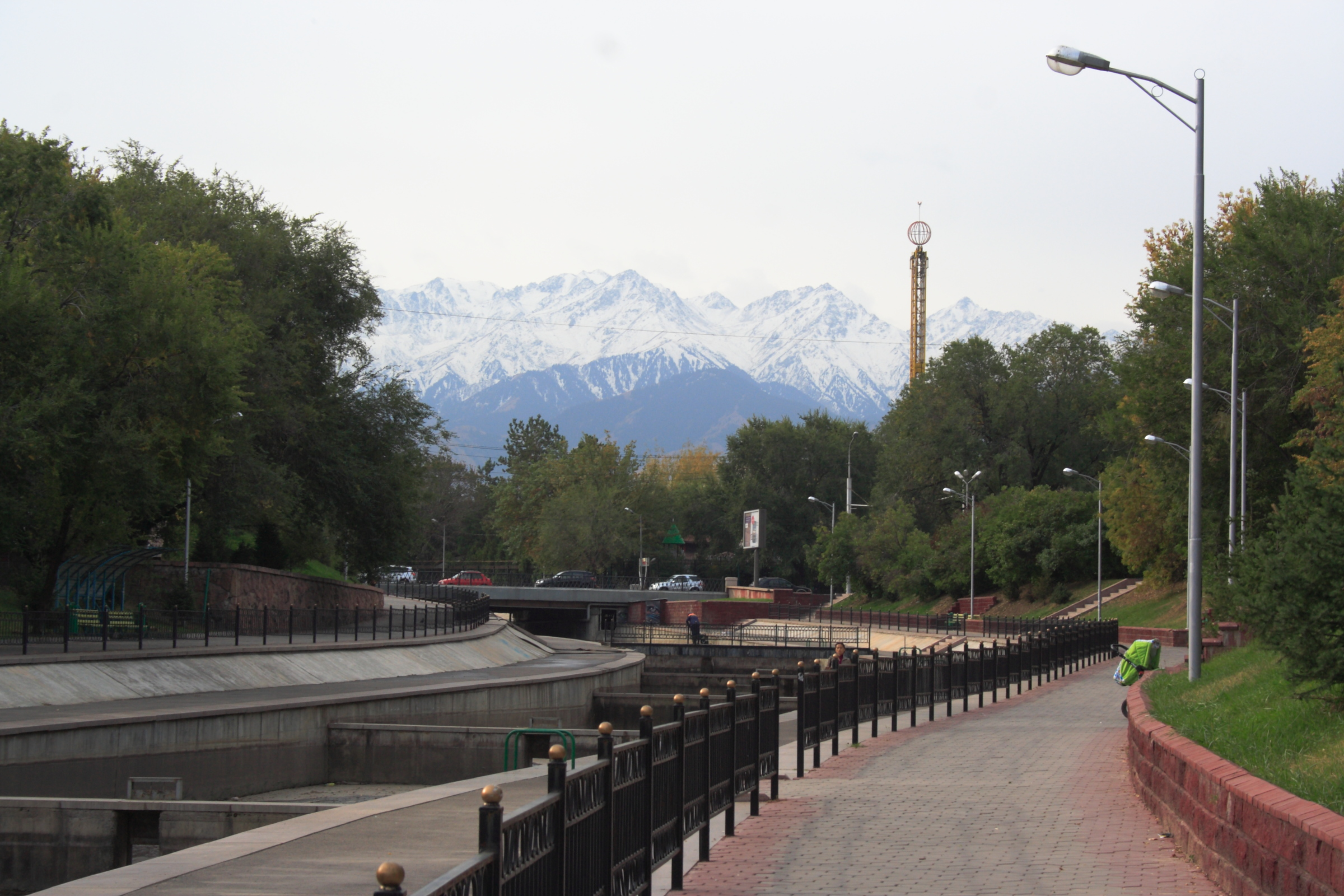

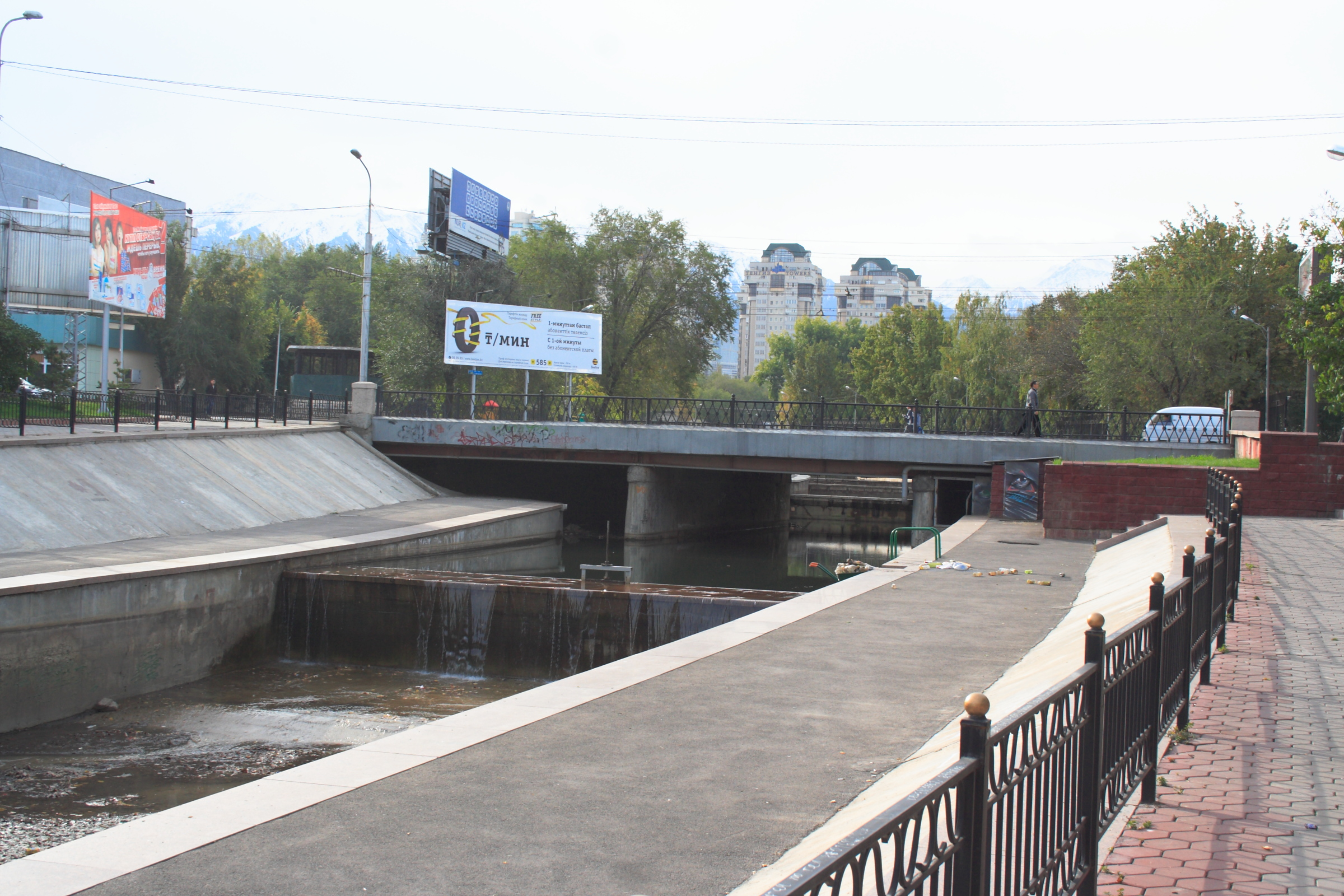

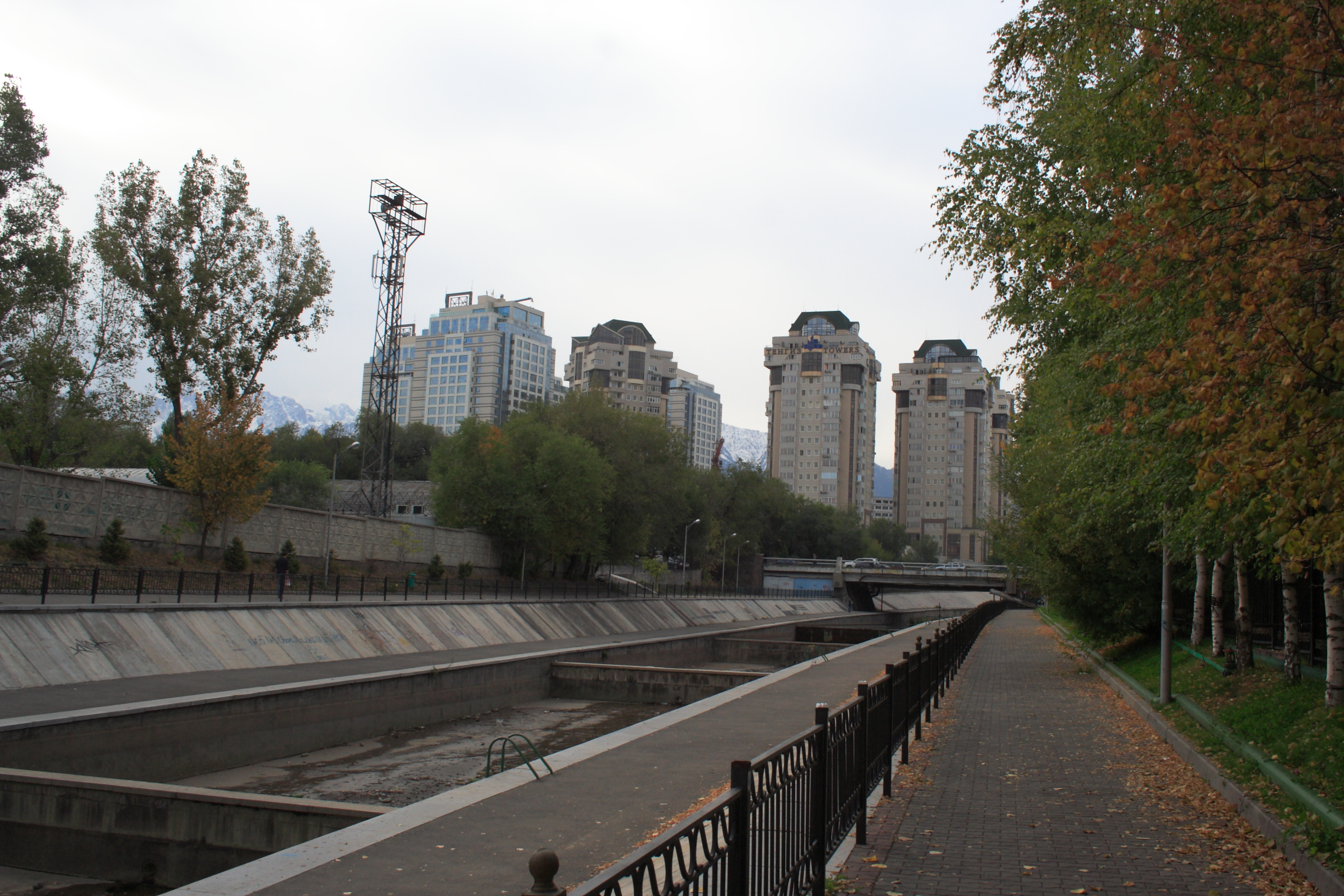

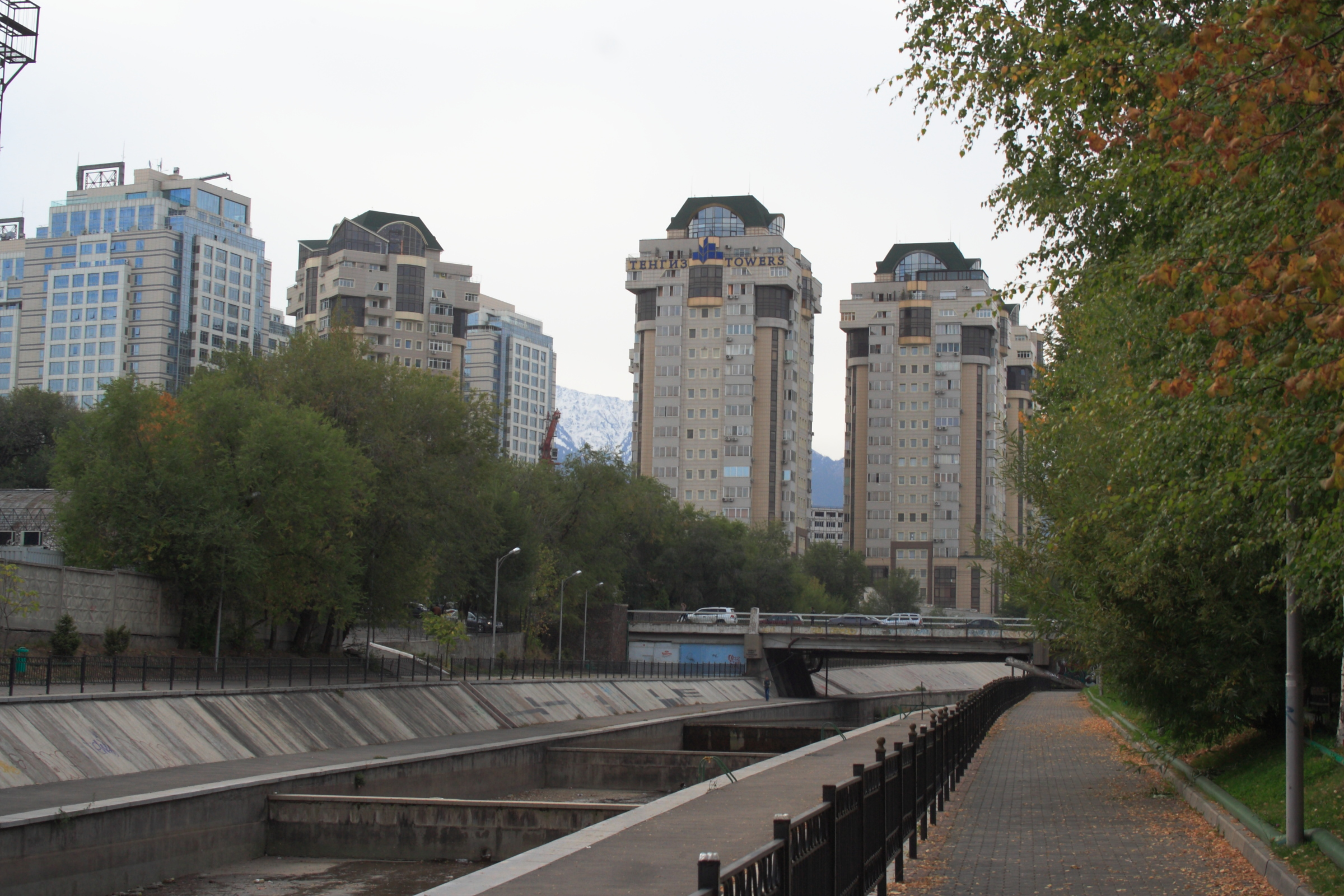

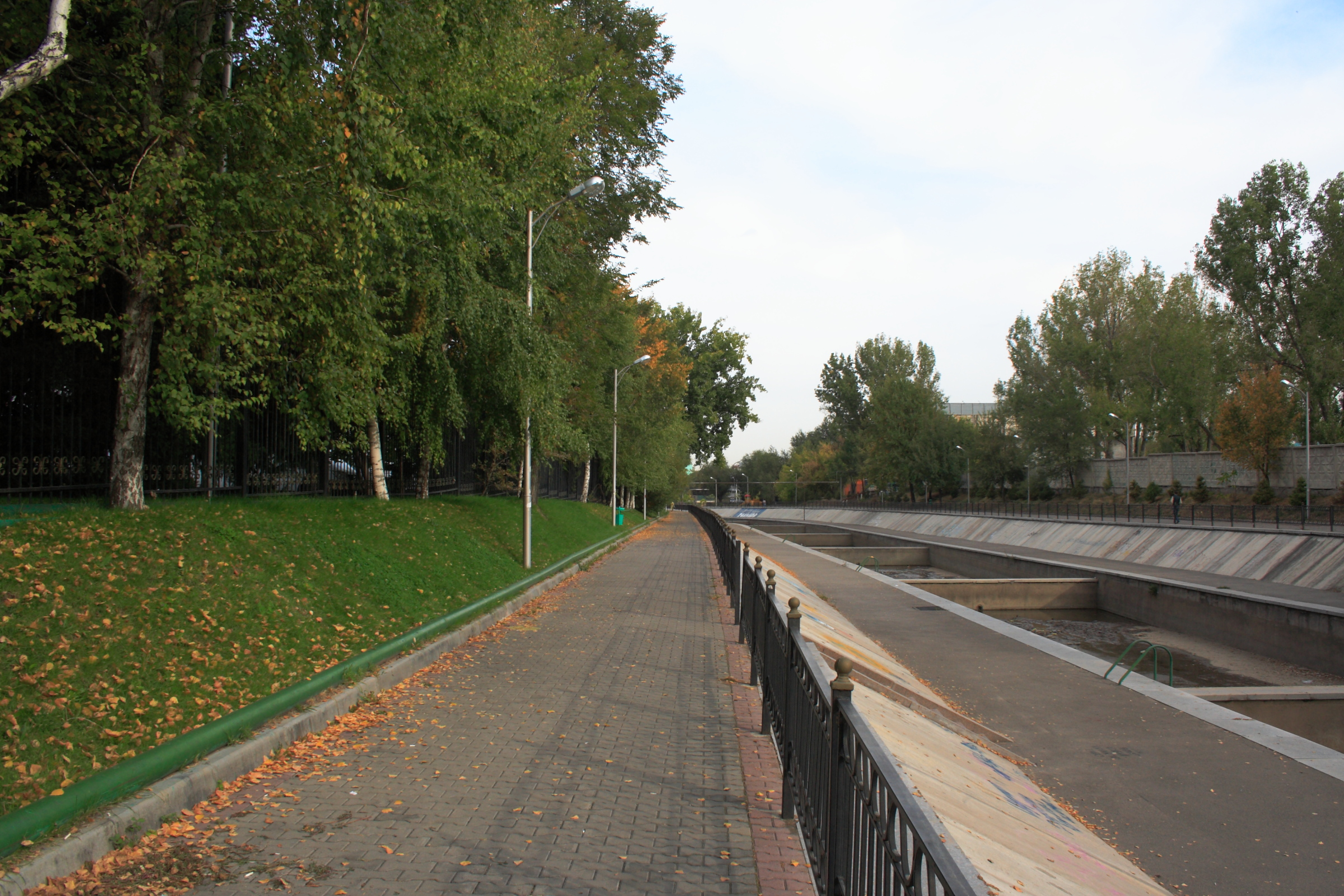

耶先泰河是哈薩克斯坦的河流，位於該國東南部阿拉木圖州，河道全長43公里，河口處在阿拉木圖，河水主要用作飲用和灌溉。

## 外部連結
- Vesnovka sa Geonames.org (cc-by); post updated 2012-01-17; database download sa 2015-05-23